# Oberonia thwaitesii
Oberonia thwaitesii är en orkidéart som beskrevs av Joseph Dalton Hooker. Oberonia thwaitesii ingår i släktet Oberonia och familjen orkidéer. Inga underarter finns listade i Catalogue of Life.